# Marian Kotleba
Marian Kotleba (* 7. dubna 1977 Banská Bystrica) je slovenský krajně pravicový politik, bývalý předseda Banskobystrického samosprávneho kraje (župan), představitel (volební lídr) Ľudovej strany Naše Slovensko, bývalý poslanec Národní rady Slovenské republiky a člen Výboru NR SR pro obranu a bezpečnost
a bývalý pedagog, kandidát na úřad prezidenta Slovenské republiky ve volbách v letech 2019 a 2024. V minulosti působil jako vůdce nacionalistického politického hnutí Slovenská pospolitosť (2003–2007), které bylo v roce 2006 rozpuštěno nejvyšším soudem pro jeho údajné extremistické politické tendence a rozpor s ústavou.
V roce 2009 Nejvyšší soud toto rozhodnutí zrušil a Slovenská pospolitosť dále funguje jako registrované občanské sdružení.

## Život

### Vzdělání
Maturoval na Střední průmyslové škole Jozefa Murgaša v Banské Bystrici, poté vystudoval učitelství všeobecně-vzdělávacích předmětů na Fakultě přírodních věd Univerzity Mateja Bela (Mgr.) a v roce 2013 ekonomii na Ekonomické fakultě na téže vysoké škole (Ing.). Svou kvalifikaci zúročil v letech 2001–2012 jako učitel na Sportovním gymnáziu v Banské Bystrici.

### Politické působení
Marian Kotleba své působení začal ve Slovenské pospolitosti. „Vůdcem“ této zrušené strany, později opět občanského sdružení, se stal v roce 2003. Funkci zastával do roku 2007, kdy „vedení Slovenské pospolitosti přenechal mladší generaci slovenských národovců“.[zdroj?]

### Volby do samosprávných krajů (2009–2017)
Ve volbách v roce 2009 Marian Kotleba kandidoval na post předsedy Banskobystrického samosprávného kraje. Jako nezávislý kandidát získal čtvrté místo s 13 629 hlasy (10,03 %). Do druhého kola nepostoupil.
V krajských volbách v roce 2013 byl Kotleba zvolen poslancem (zastupitelem) Banskobystrického samosprávného kraje, v prvním kole volby předsedy kraje (župana) získal 21,3 % a ve druhém kole zvítězil s 55,5 % hlasů. Při obhajobě svého mandátu ve volbách v roce 2017 podlehl jako stávající župan (se ziskem 23,24 %) nezávislému kandidátu Jánu Lunterovi, který obdržel 48,53 % odevzdaných hlasů.

### Trestní stíhání

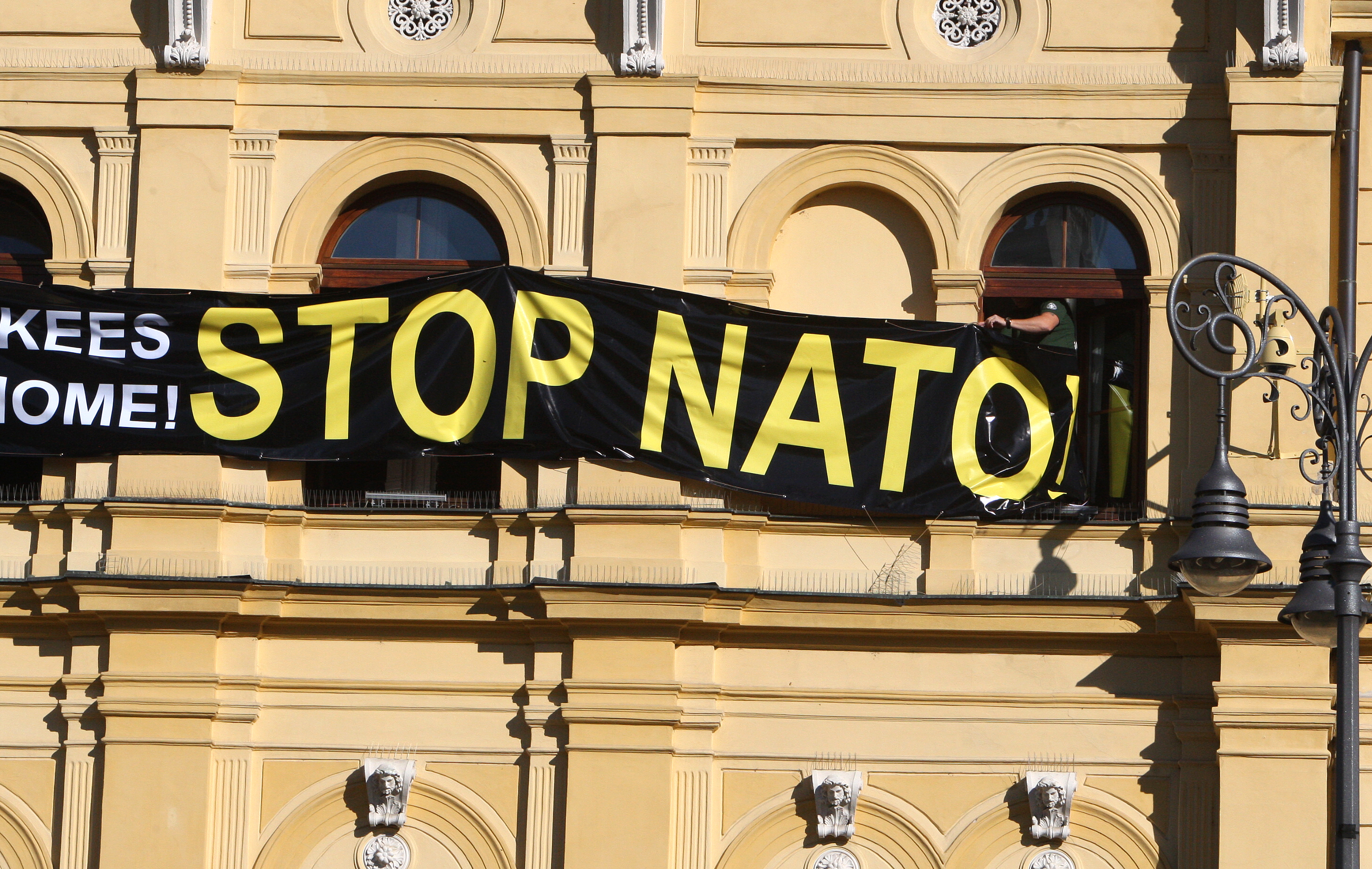
Oslavy 70. výročí vypuknutí Slovenského národního povstání SNP. Marian Kotleba vyvěsil nad úřadem transparent "yankees go home STOP NATO" (Banská Bystrica, 2014)

Při setkání oslavujícím 70. výročí založení Slovenského státu, které se konalo v Bratislavě, Marian Kotleba v projevu řekl: „vyskúšajme si teraz demokraciu v praxi“ a zakřičel „Na stráž!“ (pozdrav používaný slovenskými gardisty za druhé světové války). Po tomto incidentu ho odvedla policie. Krajská policejní mluvčí Tatiana Kurucová zásah vysvětlila takto: „Mariána Kotlebu, který je stíhán na svobodě, policie obvinila z trestného činu podpory a propagace skupin směřujících k potlačování základních práv a svobod.“ Trestní stíhání však bylo zastaveno 16. června 2009.
Při volební kampani na banskobystrického župana uveřejnil Marian Kotleba ve svém letáku, že „odstraní nespravedlivé zvýhodňování nejen cikánských parazitů“. Za toto prohlášení bylo na něj prokurátorem podána obžaloba za přečin „hanobení národa, rasy a přesvědčení“. Stíhání však bylo zastaveno Městským soudem v Banské Bystrici, podle něhož „obžaloba je neodůvodněná a ve spisu nejsou důkazy, které by prokazovaly spáchání uvedeného skutku“. Po odvolání prokuratury byl rozsudek potvrzen odvolacím senátem Krajského soudu v Banské Bystrici.
V roce 2017 Kotleba v den výročí válečného slovenského státu před stovkami pozvaných hostů rozdal třem rodinám šeky v hodnotě 1 488 eur, což podle soudního znalce představovalo nacistickou symboliku. Kotleba také v projevu na akci uvedl, že jde o uctění dne slovenské státnosti, na který se zapomíná. V červenci 2018 na něj speciální prokuratura podala obžalobu a dne 12. října 2020 jej soud nepravomocně odsoudil z trestného činu extremismu a stanovil mu trest odnětí svobody o délce čtyř let a čtyř měsíců.
V říjnu 2020 u něj byla potvrzena nákaza nemocí covid-19. Ta se následně prokázala u dalších poslanců ĽSNS i u zákonodárců z jiných stran. Národní rada kvůli tomu na týden přerušila probíhající schůzi.
V dubnu 2022 přišel o mandát poslance, když ho slovenský nejvyšší soud pravomocně odsoudil k podmíněnému trestu odnětí svobody za extremistický trestný čin na 6 měsíců se zkušební lhůtou 18 měsíců. Se zánikem jeho mandátu poslance zanikl i poslanecký klub ĽSNS, protože nedosahoval potřebného počtu alespoň osmi poslanců. I přes ztrátu mandátu zůstal Kotleba v čele strany.
V roce 2024 kandidoval na funkci prezidenta Slovenské republiky. V prvním kole získal 12 771 hlasů (0,56 %), a skončil tak na osmém místě. V evropských volbách v roce 2024 kandidoval jako lídr kandidátní listiny ĽSNS, ale nebyl zvolen. Strana totiž získala jen 0,48 % hlasů a tedy žádný mandát.